# ジャパンカップサイクルロードレース1999
ジャパンカップサイクルロードレース1999は、ジャパンカップサイクルロードレースの8回目のレース。1999年10月31日に行われ、セルジョ・バルベーロが優勝。

## 結果
151.3km
| 順位 | 選手名                         | 国籍     | チーム                         | 時間          |
| ---- | ------------------------------ | -------- | ------------------------------ | ------------- |
| 1    | セルジョ・バルベーロ           | イタリア | メルカトーネウノ・ビアンキ     | 4時間10分43秒 |
| 2    | ミルコ・チェレスティーノ       | イタリア | ポルティ                       | +01秒         |
| 3    | セバスティアン・ドマルベ       | ベルギー | ロット                         | +06秒         |
| 4    | グザビエ・ジャン               | フランス | フランセーズ・デ・ジュー       | +17秒         |
| 5    | 飯島誠                         | 日本     | スミタ・ラバネロ・パールイズミ | +17秒         |
| 6    | マルコ・ベーロ                 | イタリア | メルカトーネウノ               | +2分43秒      |
| 7    | ドミニク・ペラ                 | カナダ   | ポストスイス                   | +3分11秒      |
| 8    | フランク・ペルク               | フランス | フランセーズ・デ・ジュー       | +3分12秒      |
| 9    | ロジェ・ブーシャ               | スイス   | ポストスイス                   | +4分16秒      |
| 10   | ジャンドゥニ・バンデンブルック | ベルギー | ロット                         | +4分17秒      |